# Евхаристинки
Общността на сестрите евхаристинки е униатско женско монашеско общество, съществуващо в България и Република Северна Македония. Евхаристинките са изцяло българска религиозна общност, която е уникално явление в историята на българското униатство.

## История
Обществото, посветено на Светата евхаристия (причастие) е основано на 9 април 1889 година в Солун от лазариста отец Йосиф Алоати и сестра му Кристина (Христина), приела монашеското име Еврозия. Общността работи в сферата на благотворителността и просветната дейност. Организацията ѝ е заимствана от Дъщерите на милосърдието на Свети Викентий от Пола - сестрите викентинки. През 1892 г. евхаристинките пренасят центъра си в гевгелийското село Палюрци, закупено изцяло със средства на Йосиф Алоати. В Палюрци евхаристинките изграждат манастир, сиропиталище, ателиета за шев за момичета и земеделско училище за момчета. Бързо разкриват мисии в униатските селища Богданци (1900), Гевгели (1901), Пирава (1905), Стояково (1908) и Долни Тодорак (1911). В навечерието на Балканската война евхаристинките наброяват около 40 монахини, почти изключително македонски българки.
Разгромът на България в Първата световна война принуждава евхаристинките да преместят центъра си в София. Тук те отново откриват сиропиталище за момичета и се занимават с тяхното възпитание и образование. В 1930 година е построена Къщата на евхаристинките, където заедно с монахините живеят и около 100 момичета – бедни или сираци.
След Деветосептемврийския преврат и установяването на атеистичната комунистическа власт, през 1948 година Сиропиталището „Княгиня Евдокия“ е отнето от евхаристинките, а през 1962 им е отнета и Къщата и те са настанени в малка къща на ул. „Анджело Ронкали“ №2, където остават до 1998 година. При комунистическото управление евхаристинките се преориентират към грижи за изоставените, старите и нуждаещите се.
След 1989 година и възстановяването на демокрацията в България, е построен евхаристинският манастир в Овча купел на улица „Монтевидео“ № 15, където е установено Генералното управление на монашеската общност за всички сестри от България и Република Северна Македония. В манастира се полагат грижи за момичета с трудности в семейството и функционира като новициат. В него има параклис „Свети Йосиф“ и Медицински център „Йоан Павел Втори“.
В България има евхаристични домове в Куклен, Покрован и Ново Делчево – селища с бежански македонски български униатски общности, където евхаристинките се грижат за богослужението и катехизация на деца и възрастни.
Евхаристинска провинция съществува и в Република Македония, като провинциалната къща и провинциалното управление са в столицата Скопие на улица „Томе Арсовски“ № 16. Евхаристични домове има в градовете Гевгели и Струмица и в струмишките села Радово и Нова махала, в които са запазени униатски общности.

## Генерални настоятелки
1. Сестра Еврозия Алоати (1889 - 1920)
2. Сестра Магдалина Костадинчева (1921-)
3. неизв. ...
4. Сестра Агнеса Славова (1993 - 2006)
5. Сестра Максимилияна Пройкова (2006 - 2019)
6. Сестра Йоанна Тончева (от 2019 г.)